# Wereldkampioenschappen schaatsen allround boven de 70 jaar 1999
De Wereldkampioenschappen schaatsen allround boven de 70 jaar werden van 12 tot 14 februari 1999 gehouden op de ijsbaan van Jääurheilukeskus in Seinäjoki (Finland) .

## Klassement
| #      | Naam              | Land      | Punten  | 500 m       | 3000 m      | 1500 m      |
| ------ | ----------------- | --------- | ------- | ----------- | ----------- | ----------- |
| Goud   | Jeen van den Berg | Nederland | 162,390 | 53,43 (1)   | 5.32,58 (1) | 2.40,49 (1) |
| Zilver | Rolf Risberg      | Zweden    | 180,704 | 58,50 (2)   | 6.09,83 (2) | 3.01,70 (2) |
| Brons  | Ensio Santanen    | Finland   | 201,082 | 1.03,29 (3) | 7.08,56 (3) | 3.19,10 (3) |
| 4      | Taatto Salminen   | Finland   | 224,232 | 1.07,63 (4) | 8.12,94 (4) | 3.43,34 (4) |